# Marco Reda
Marco Reda (ur. 22 czerwca 1977 w Woodbridge) – kanadyjski piłkarz występujący na pozycji obrońcy.

## Kariera klubowa
Reda karierę rozpoczynał w 1996 roku w drużynie Winthrop Eagles z uczelni Winthrop University. W 1998 roku trafił do Toronto Lynx z A-League. Grał tam przez 5 sezonów, a w 2002 roku podpisał kontrakt z norweskim zespołem Sogndal Fotball. W Tippeligaen zadebiutował 28 lipca 2002 roku w wygranym 2:0 pojedynku z Vålerenga Fotball. 13 kwietnia 2003 roku w wygranym 2:1 spotkaniu ze Stabæk IF. W Sogndalu grał przez 3 sezony.
Na początku 2005 roku Reda odszedł do duńskiego klubu Aalborg BK. W Superligaen pierwszy mecz zaliczył 19 marca 2005 roku przeciwko Silkeborgowi (3:1). Przez 1,5 roku w barwach Aalborga rozegrał 20 spotkań. W 2006 roku wrócił do Sogndalu, gdzie spędził sezon 2006.
W 2007 roku Reda przeszedł do kanadyjskiego zespołu Toronto FC z MLS. Zadebiutował tam 8 kwietnia 2007 roku w przegranym 0:2 spotkaniu z CD Chivas USA. W Toronto grał przez jeden sezon. Następnie występował w zespołach USL First Division: Charleston Battery oraz Vancouver Whitecaps. W 2009 roku zakończył karierę.

## Kariera reprezentacyjna
W reprezentacji Kanady Reda zadebiutował 9 lutego 2005 roku w wygranym 1:0 towarzyskim meczu z Irlandią Północną. W 2007 roku został powołany do kadry na Złoty Puchar CONCACAF. Nie zagrał jednak na nim ani razu, a Kanada zakończyła turniej na półfinale.
W latach 2005–2008 w drużynie narodowej Reda rozegrał 7 spotkań i zdobył 1 bramkę.